# بذل المجهود في إفحام اليهود
بذل المجهود في إفحام اليهود كتاب من تأليف السموأل بن يحيى المغربي (الحبر شموئيل بن يهوذا بن أبوان) وهو رجل دين يهودي من عائلة معروفة بالعلم والمكانة الدينية والتبحر بالعلوم الدنيوية كالطب والرياضيات، ذكره ابن أبي أصيبعة صاحب عيون الأنباء في طبقات الأطباء مع مشاهير أطباء عصره. من أهم الكتب التي كتبت في الرد على اليهود، وقد ذكر أن دافعه للتأليف هو الاعتبار بالخطوات التي مر بها ليترك اليهودية ويدخل في الإسلام، فكتب: أذكر سبب ما وفقنى الله له من الهداية وكيف انساقت بي الحال منذ نشأت إلى انتقالى عن مذهب اليهود ليكون عبرة وموعظة لمن يقع إليه. ونقل ابن القيم عنه في كتابه هداية الحيارى بقوله: قال بعض أكابرهم بعد إسلامهم.

## محتويات الكتاب
الرسالة الأولى قصة إسلامه وذكر فيها أمورًا من تحصيله العلمي وتفكره، وإيثاره العقل على التقليد، وأنه وصل إلى ما وصفه: فصح عندي بالدليل القاطع نبوة المسيح والمصطفى وآمنت بهما.
- المنام الأول رؤيا السموأل للنبي شموائيل
- المنام الثاني رؤيا السموأل للنبي محمد، وسارع إلى إعلان إسلامه بعد هذا المنام، ولكنه لم يحدث الناس به إلا بعد أن نشر كتاب بذل المجهود في إفحام اليهود الذي ألفه عند إسلامه، وذلك لأسباب شرحها «وفي عشية ذلك اليوم أعني عيد النحر ابتدأت بتحرير الحجج المفحمة لليهود وألفتها في كتاب وسميته بإفحام اليهود، واشتهر ذلك الكتاب وطار خبره وانتسخ مني في عدة بقاع نسخ كثيرة بالموصل وأعمالها وديار بكر والعراق وبلد العجم.ثم أضفت إليه بعد وقت فصولًا كثيرة من الاحتجاج على اليهود من التوراة حتى صار كتابًا بديعًا لم يعمل في الإسلام مثله في مناظرة اليهود البتة. وأما المنام الأول والمنام الثاني فإني لم أذكرهما للصاحب ولا لغيره من أهل مراغة إلى انقضاء أربع سنين من أوان رؤيتهما، وكان ذلك لشيئين أحدهما: أني كرهت أن أذكر أمرًا لا يقوم عليه البرهان، فربما يسرع خاطر من يسمعه إلى تكذيبه، لأنه أمر نادر قليلًا ما يتفق. إذا كان العاقل يكره أن يعرض كلامه للتكذيب سرًا أو علانية. والثاني: أني كرهت أن يصل خبر المنامين إلى من يحسدني في البلاد على ما فضلني الله به من العلم والحرمة، فيجعل ذلك طريقًا إلى التشنيع علي والإزراء على مذهبي فيقول: إن فلانًا ترك دينه لمنام رآه وانخدع لأضغاث أحلام.فأخفيت ذلك إلى أن اشتهر كتاب إفحام اليهود وكثرت نسخه وقرأه علي جماعة كثيرة من الناس. فلما تحقق الناس؛ أعني أن انتقالي من مذهب اليهود إنما كان بدليل وبرهان وحجج قطعية قطعية عرفتها وأني كنت أخفي ذلك ولا أبوح به مدة مراقبة لأبي وبرًا به فحينئذ أظهرت قصة المنامين وأوضحت أنهما كانا موعظة من الله تعالى وتنبيهًا على ما يجب تقديمه ولا يحل لي تأخيره بسبب والد أو غيره. وكتبت كتابا إلى أبي إلى حلب وأنا يومئذ بحصن كيفا وأوضحت له في ذلك الكتاب عدة حجج وبراهين مما أعلم أنه لا ينكره ولا يقدر على إبطاله، وأخبرته أيضا بخبر المنامين. فانحدر إلى الموصل ليلقاني وفاجأه مرض جاءه بالموصل فهلك فيه. فليعلم الآن من يقرأ هذه الأوراق أن المنام لم يكن باعثًا على ترك المذهب الأول فإن العاقل لا يجوز أن ينخدع عن أحواله بالمنامات والأحلام من غير برهان ولا دليل. لكنني كنت قد عرفت قبل ذلك بزمان طويل الحجج والبراهين والأدلة على نبوة سيدنا محمد. فتلك الحجج والبراهين هي سبب الانتقال والهداية، وأما المنام فإنما كانت فائدته الانتباه والازدجار من التمادي في الغفلة والتربص بإعلان كلمة الحق بعد هذا ارتقابا لموت أبي. فالحمد لله على الإسلام وكلمة الحق ونور الإيمان ونور الهداية. وأسأله الإرشاد لما يرضيه بمحمد وصحبه وسلم تسليما كثيرًا.»
- الرسالة الثانية بذل المجهود
- الغرض من تأليف الكتاب: وشرح فيه أن مسلكه في الرد على اليهود متفرد لأنه ينطلق من النص الأصلي المقبول عندهم الذي له خبرة فيه بخلاف من رد عليهم ممن تعوزه هذه الخبرة «والغرض الأقصى من إنشاء هذه الكلمة الرد على أهل اللجاج والعناد وأن تظهر ما يعتور كلمتهم من الفساد على أن الأئمة ضوعف ثوابهم قد انتدبوا قبلي لذلك وسلكوا في مناظرة اليهود أنواع المسالك إلا أن أكثر ما نوظروا به يكادون لا يفهمونه أو لا يلتزمونه وقد جعل إلى إفحامهم طريقًا مما يتداولونه في أيديهم من نص تنزيلهم وأعماهم الله عنه عند تبديلهم ليكون حجة عليهم موجودة في أيديهم.»
- فصل في إلزامهم النسخ بنص كتابهم
- وجه آخر في إثبات النسخ بأصولهم
- إلزامهم النسخ بوجه آخر
- إثبات النسخ على وجه آخر
- إفحام اليهود والنصارى بالحجة العقلية وإلزامهم الإسلام
- إلزامهم نبوته ونبوة المصطفى عليهما السلام
- فصل فيما يحكونه عن عيسى
- ذكر الآيات والعلامات التي في التوراة الدالة على نبوة محمد
- الإشارة إلى اسمه في التوراة
- ذكر المواضع التي أشير فيها إلى نبوة الكليم والمسيح والمصطفى
- فصل في إبطال ما يدعونه من محبة الله إياهم
- فصل في ذكر طرف من كفرهم وتبديلهم
- ذكر السبب في تبديل التوراة
  - قتل حفاظ التوراة الهارونيين.
  - عزرا جمع التوراة بعد ضياعها.
  - خضوع اليهود لسلطان الأمم القوية.
  - تبديل ملوكهم العصاة لدينهم.
  - ابتداع اليهود عبادات باطلة.
- فصل فيما يعتقدونه في دين الإسلام
- فصل معرب عن بعض فضائحهم
- ذكر السبب في تشديدهم الإصر على أنفسهم
- خاتمة الكتاب
- رسالة إلى السموأل وجوابها

أرسل له معترض على إسلامه فأجابه: ﴿سَيَقُولُ السُّفَهَاءُ مِنَ النَّاسِ مَا وَلَّاهُمْ عَنْ قِبْلَتِهِمُ الَّتِي كَانُوا عَلَيْهَا قُلْ لِلَّهِ الْمَشْرِقُ وَالْمَغْرِبُ يَهْدِي مَنْ يَشَاءُ إِلَى صِرَاطٍ مُسْتَقِيمٍ ۝١٤٢﴾ [البقرة:142] تأملت ما ذكره هذا المعترض السائل عما لا يعنه فليعلم أن الله هداني بالدليل الواضح والحجة الثابتة من غير تقليد لمعلم أو والد.
وأما سؤاله عن وقت الإذعان بالكلمة الإسلامية؛ هل كان تاليًا لاعتقادها، أو تخلل بينهما زمان كانت هذه الكلمة فيه مضمرة غير مظهرة، فهو ضرب من الفضول لأن الإسلام مقبول عند الله وعند أهل الدين في أي الوقتين كان.
وأما نسبته لتأخير إظهاره إلى العبث فمن أين له أن تأخير الإذعان والإشهار لم يكن لتوخي وقت أو لمحاذرة عدو.
على أنا نبرأ إلى الله من التضجيع في إجابة الداعي إلى الحق بعد معرفته.
ولكن عقيب ما كشف الله عن البصيرة وجاد بنور الهداية بادرت إلى الانضمام إلى زمرة الحق.
وأما قوله إنه كما حدث له هذا عقلًا فربما حدث له عقل آخر يريه أن ما هو عليه باطل.
فجوابه أن هذا تمثيل فاسد وكلام مختل لأن هذا الاعتراض إنما يرد على من انتقل إلى دين ببحث ونظر ثم انتقل عن الدين الثاني إلى دين ثالث ببحث آخر ونظر آخر لا على من نبذ المحالات التي حصلت في وهمه بالتلفق من الآباء في الطفولة وأنس بها واعتادها من غير أن تصح عنده ببحث ونظر ثم أنه لما اتفق له إعمال الفكر والبحث أداه العقل والأدلة الصحيحة إلى الحق لأن ذلك المهجور المتروك لم يؤده إليه نظر. فكيف يلزمه ما ذكر من الشبهة.
وأما قوله: هل بحث عن جميع المذاهب فانه لا حاجة لي إلى ذلك لأن الحق في جهة واحدة وليس بمتعدد.
فلما قادني الدليل إلى المذهب الحق لزم من صحته بطلان سائر المذاهب المخالفة له من غير حاجة إلى الإطلاع على جميع ما حرره أربابها.
وأما قوله لو بحث لعلم أن الحق في غير ما هو عليه فهو محال لأن الحق لا يتعدد.
وأما سؤاله عن ما الطريق الذي صحت به عندي دعوة المصطفى فإن شهادة هذه الأمم العظيمة بنبوته مع المعجز الأعظم الذي لم يبار فيه وهو فصاحة القرآن، دلني على ذلك وأكد ذلك إشارات فهمتها من التوراة دلت عليه، إلا أن الأول هو الأصل في الدلالة.
وأما سؤاله عن المذهب الإسلامي الذي انتسبت إليه وما زعم أنه يلزمني من مطالعة جميع مذاهب الأئمة فهو شبهة لا تلزمني وسئال عما لا يعنيه إلا أن جوابي عنه هو الجواب الأول بعينه وهو أن الدليل قادني إلى مذهب اعتقد بصحته فلا حاجة لي إلى تصفح غيره لأن الحق غير متعدد في المذاهب كما أنه غير متعدد في الملة.
على أن الاختلاف بين الأئمة المسلمين إنما هو في توابع وصغائر لا في أصل العقيدة بحيث يكفر بعضهم بعضًا أعني أصحاب الشافعي وأبي حنيفة ومالك وأحمد رضي الله عنهم دون أصحاب البدع.
على أن 'هذا السائل عما لا يعنيه إذا قام هذا المقام فسبيله أن يقوي ما هدمت من حجج اليهود ويتشاغل بنصرتهم عن السؤال عما لا يعنيه لأني قد أظهرت فساد اعتقادهم وتناقض ما عندهم في الإفحام فذلك أولى من الإخلاد إلى شبهة الزنادقة وهذيانات المتفلسفة الكفار الذين يجب قتلهم في الملة التي فارقتها والملة التي هداني الله إليها.
أما ما ختم به كلامه فذاك أمر مرفوع على الحقيقة إلا أن الملوك والسلاطين جرت عادتهم أن يخصوا كل واحد بما يرونه له أهلا حراسة للمراتب من تطاول غير الأكفاء.
والحسد لا يزيد أهله إلا خمولًا
والسلام
- أما الرسالة الرابعة في الكتاب المطبوع فهي إضافة على الكتاب من مؤلف آخر (إسرائيل بن شموئيل الأورشليمي)

## مؤلفات أخرى للكاتب
- المفيد الأوسط وهو كتاب في الطب
- رسالة إلى ابن خدود في مسائل حسابية
- إعجاز المهندسين
- القوامي في الحساب الهندي
- المثلث القائم الزاوية
- المنبر في مساحة أجسام الجواهر المختلطة لاستخراج مقدار مجهولها
- نزهة الأحباب في معاشرة الأصحاب ولا يزال مخطوطا
- بذل المجهود في إفحام اليهود وهو الكتاب المذكور هنا وقد طبع عدة طبعات
- الباهر مخطوط في الرياضيات، موجود بمكتبة أيا صوفيا.[4]

## مؤلفات مشابهة ليهود سابقين
- قصيدة في الرد على اليهود والنصارى لأبي الفضل سعيد بن يوسف بن الحسن بن سمرة الأواني الكاتب 561 هـ
- مسالك النظر في نبوة سيد البشر لمؤلفه سعيد بن حسن الإسكندراني 698 هـ وقد طبع مرتين.
- الحسام الممدود في الرد على اليهود لمؤلفه أبي محمد عبد الحق الإسلامي السبتي، وهو يهودي أسلم 780 هـ وأعلن إسلامه 796 هـ وكتابه مطبوع.[5]
- الرسالة الهادية في الرد على الموسوية لمؤلفها عبد السلام المهتدي وطبعت بتحقيق سابين شميدكه Sabine Scmidtke أستاذة الدراسات الإسلامية في جامعة برلين.
- رسالة في الرد على السهود، ليوسف بن عبد السلام بن عبد الديان المهتدي.
- الرسالة السبيعية الحاوية على الضوابط الإرشادية، للحبر إسرائيل بن شموئيل الأورشليمي. طبعت بدار القلم، دمشق، 1989 م.
- النور الباهر في نصرة الدين الطاهر، لمؤلفه يوسف بن عبد الله الإسلامي المغربي، أسلم 1020 هـ ولا زال الكتاب مخطوطًا.
- رد على اليهود، لابن قوسين الطبيب اليهودي المهتدي (ذكره ابن أبي أصيبعة في طبقات الأطباء)
- في طريقي إلى الإسلام لمؤلفه أحمد سوسة يهودي عراقي اعتنق الإسلام في القرن العشرين، وله مفصل العرب واليهود في التاريخ وملامح من التاريخ القديم ليهود العراق والعرب واليهود في التاريخ

## روابط خارجية
- تعريف بالكتاب في الوراق
- تعريف بالكتاب